# Шплейзофен
Шплейзофе́н, также Сплейзофе́н, Сплейс-офен (нем. Splessofen) — отражательная печь для рафинирования цветных металлов, применявшаяся в основном для переплавки чёрной меди на российских металлургических заводах XVIII—XIX веков. В. де Геннин в своём Описании Уральских и Сибирских заводов 1735 года называет шплейзофен самодувной печью.
Шплейзофен представляет собой отражательную печь с фурмами в боковых стенах. Зона горения топлива разделялась на пепельник, дровяник и горн с низким сводом.
В шплейзофенах проводилось два основных передела:
- переплавка купферштейна (нем. kupferstein, сплав сульфидов меди и сульфидов железа) в чёрную медь;
- выплавка чистой («красной») меди[5].

Начало применения шплейзофенов на металлургических заводах Германии относят к XVI веку. На российских заводах шплейзофены начали применяться как промежуточный агрегат между шахтной печью, где осуществлялась плавка руды, и гармахерским горном, в котором производилось предварительное или окончательное рафинирование металла. Аналоги шплейзофена для выплавки свинца назывались круммофенами, серебра — трейбофенами.
На Урале первый шплейзофен появился в 1756 году на Полевском медеплавильном заводе. Строительство осуществлял плавильный мастер Никифор Бессонов, который обучился ремеслу на Колывано-Воскресенском заводе. За несколько лет гармахерские горны и шплейзофены были внедрены на большинстве российских медеплавильных заводов и просуществовали почти без изменений до середины XIX века.
В процессе рафинирования (шплейзования, нем. Splessen) достигается очистка металла от примесей, представленных серой, посторонними металлами, с помощью окислительной плавки. Окисленные кислородом дутья примеси переходят в шлак, сера, мышьяк и сурьма улетучиваются с отходящими газами. Рафинированный (шплейзованный) металл выпускался из печи и разливался по изложницам.